# アーサー・W・ラドフォード
アーサー・ウィリアム・ラドフォード (Arthur William Radford, 1896年2月27日 - 1973年8月17日) は、アメリカ合衆国の海軍軍人。最終階級は海軍大将。アメリカ太平洋艦隊司令長官兼太平洋軍最高司令官、統合参謀本部議長を務めた。

## 人物
イリノイ州シカゴ生まれ。メリーランド州アナポリスのアメリカ海軍兵学校を1916年に卒業した後、ラドフォードは戦艦サウスカロライナ (USS South Carolina, BB-26) に乗艦し軍務に就いた。 
第一次世界大戦に従軍した後、1921年に飛行訓練を終え、太平洋戦争開戦直前の1941年には飛行訓練部隊の司令官に任命された。1943年7月に少将に昇進後、第11空母戦隊司令官としてマーシャル諸島・ギルバート諸島攻略作戦に参加する。幕僚勤務を経て、1944年11月からは第6空母戦隊司令官として、硫黄島・沖縄の攻略戦に参加した。
戦後は第2艦隊司令長官などを経て、1948年1月に海軍作戦次長となった。しかし空軍の巨大戦略爆撃機B-36の配備か、海軍の大型空母ユナイテッド・ステーツの建造かをめぐって海軍の将官たちが民主党トルーマン政権のジョンソン国防長官と対立した「提督たちの反乱」で最強硬派だったラドフォードは、1949年4月に太平洋艦隊司令長官、太平洋諸島信託統治領高等弁務官としてワシントンからハワイに転出させられた。
しかし共和党アイゼンハワー政権が誕生すると、ラドフォードは海軍作戦部長を経ずして1953年8月に第2代統合参謀本部議長に就任する。在任中は「巻き返し」政策と大量報復戦略の熱烈な支持者として行動し、第一次インドシナ戦争の前後には、中国をはじめとする共産主義勢力に対し、核攻撃も辞さない強気の政策を展開するべきことを繰り返しアイゼンハワーに進言していた。
1957年に議長職を退くとともに退役。引退後もアイゼンハワー、ケネディおよびジョンソン大統領にしばしば助言を行い、ドレイパー委員会のメンバーにも選出された。
統合参謀本部議長としてラドフォードはインドシナにおけるフランス軍の動向および、特にディエンビエンフーの戦いの趨勢に細心の注意を払った。ラドフォードはフランス軍部隊を支援するためB-26 インベーダーを派遣した。また、ラドフォードはディエンビエンフーを守るために核兵器の使用をフランス軍と検討したとされる。
ラドフォードはベセスダ海軍病院で1973年に没した。ラドフォードの亡骸はアーリントン国立墓地のセクション3に埋葬された。
ラドフォードは強大な政治力を持ち、おそらくアメリカ合衆国史上最も影響力を持った提督として、現代のアメリカ海軍士官の中でも最も偉大な提督の一人と見なされている。
スプルーアンス級駆逐艦アーサー・W・ラドフォード (USS Arthur W. Radford, DD-968) はラドフォードにちなんで命名された。ホノルルのラドフォード高校もラドフォードに因んで命名された。1957年に設立された同校は真珠湾を見下ろす位置にある。

## 著書
- From Pearl Harbor to Vietnam: the Memoirs of Admiral Arthur W. Radford. edited by Stephen Jurika, Jr. (Hoover Institution Press, 1980).

## 参照
- Jules Roy, The Battle of Dien Bien Phu, New York, 1963, p. 213.
- The Pentagon Papers, Gravel Edition, Volume 1, Document 21, Memorandum for the Record, Meeting of the President's Special Committee on Indochina, 29 January 1954, pp. 443-447. Available at
- アーサー・W・ラドフォード - Find a Grave（英語） Retrieved on 2008-02-05